# 徳願寺山
徳願寺山（とくがんじやま）は、静岡県静岡市駿河区丸子にある山。大窪山とも言う。標高352メートル。

## 概要
静岡市西部の安倍川右岸（西岸）にそびえる。中腹には徳願寺という寺がある。山頂までハイキングコースが整備されている。山頂から徳願寺付近には徳願寺山城跡があった。
歌川広重の浮世絵「東海道五十三次」の19番「府中」において安倍川の渡しの背景に描かれた山がこの徳願寺山とされる。この背景の山を「賤機山」とする解説も見られるが、賤機山は安倍川左岸（東側）のやや離れた位置にある低山で、このように迫るように見えることはあり得ない。

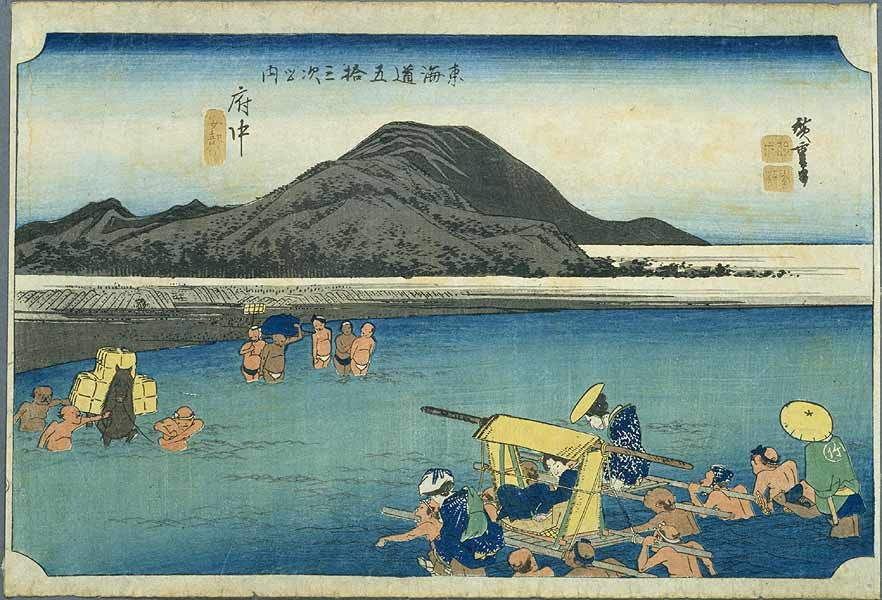
歌川広重筆『府中』に描かれた徳願寺山